# 石手洗
大字石手洗（おおあざいしてあらい）は、青森県八戸市の大字であり、旧三戸郡石手洗村、旧三戸郡長者村大字石手洗、旧三戸郡八戸町大字石手洗に相当する。郵便番号は031-0013。

## 地理
八戸市中央部から南側の新井田川中流の左岸の台地に位置する。新井田川を挟んで東に十日市、新井田川を越えた南、西側に是川、北に田向、中居林に接する。鉄道の駅はない。幹線道路は、青森県道138号島守八戸線。地内の字上平の石手洗遺跡からは縄文早期から晩期の土器が出土している。

### 小字
青森法務局八戸支局の「八戸市登記所備付地図データ」（2024年10月5日時点）およびデジタル庁公表のアドレス・ベース・レジストリの「八戸市町字マスターデータセット」（2024年8月13日時点）および八戸市公表の「八戸市の地名」（2021年2月3日時点）によれば、大字湊町の小字は以下の通りである。
| 町字ID  | 大字       | 小字         | 出典 | 出典         | 出典 |
| 町字ID  | 大字       | 小字         | 登記 | 町字マスター | 地名 |
| ------- | ---------- | ------------ | ---- | ------------ | ---- |
| 0008101 | 大字石手洗 | 字油久保     | ○    | ○            | ○    |
| 0008102 | 大字石手洗 | 字一本木     | ○    | ○            | ○    |
| 0008103 | 大字石手洗 | 字下河原     | ○    | ○            | ○    |
| 0008104 | 大字石手洗 | 字京塚       | ○    | ○            | ○    |
| 0008105 | 大字石手洗 | 字駒ケ沢     | ○    | ○            | ○    |
| 0008106 | 大字石手洗 | 字向河原     | ○    | ○            | ○    |
| 0008107 | 大字石手洗 | 字斎郷       | ○    | ○            | ○    |
| 0008108 | 大字石手洗 | 字上河原     | ○    | ○            | ○    |
| 0008109 | 大字石手洗 | 字上石手洗   | ○    | ○            | ○    |
| 0008110 | 大字石手洗 | 字上長根     | ○    | ○            | ○    |
| 0008111 | 大字石手洗 | 字上平       | ○    | ○            | ○    |
| 0008112 | 大字石手洗 | 字石手洗     | ○    | ○            | ○    |
| 0008113 | 大字石手洗 | 字泉筋       | ○    | ○            | ○    |
| 0008114 | 大字石手洗 | 字前河原     | ○    | ○            | ○    |
| 0008115 | 大字石手洗 | 字天狗向河原 | ○    | ○            | ○    |
| 0008116 | 大字石手洗 | 字梨子ノ木平 | ×    | ○            | ×    |
| 0008117 | 大字石手洗 | 字梨子木平   | ○    | ○            | ○    |
| 0008118 | 大字石手洗 | 字齊郷       | ×    | ○            | ×    |

## 世帯数と人口
2017年（平成29年）4月30日現在の世帯数と人口は以下の通りである。
| 小字     | 世帯数  | 人口    |
| -------- | ------- | ------- |
| 油久保   | 46世帯  | 105人   |
| 石手洗   | 15世帯  | 33人    |
| 泉筋     | 136世帯 | 303人   |
| 一本木   | 132世帯 | 274人   |
| 上石手洗 | 47世帯  | 98人    |
| 上平     | 5世帯   | 12人    |
| 京塚     | 259世帯 | 605人   |
| 駒ケ沢   | 130世帯 | 330人   |
| 斎郷     | 91世帯  | 206人   |
| 梨子木平 | 52世帯  | 123人   |
| 前河原   | 13世帯  | 30人    |
| 計       | 926世帯 | 2,119人 |

## 地名の由来
新井田川筋に見られる石の露頭を天狗岩と言われているが、由来は分かっていない（国誌）。昔から、八幡社があり、社頭に天然石の手洗鉢が置かれてあったが、のち山洪水によって押し流されたという言い伝えも残る（古老物語）。